# Konak du prince Michel à Kragujevac
Le konak du prince Michel à Kragujevac (en serbe cyrillique : Кнез Михаилов конак у Крагујевцу ; en serbe latin : Knez Mihailov konak u Kragujevcu) se trouve à Kragujevac, dans le district de Šumadija, en Serbie. Il est inscrit sur la liste des monuments culturels de grande importance de la république de Serbie (identifiant no SK 360),.

## Présentation
Le konak, situé dans le complexe des vieux palais de Miloš Obrenović à Kragujevac, a été construit en 1860 à côté du konak Amidža et d'une galerie moderne, les trois bâtiments faisant partie du musée national de Kragujevac. Contrairement au style oriental des autres bâtiments alentour, le konak du prince Michel III Obrenović témoigne d'une influence nettement européenne, notamment visible dans la recherche de la symétrie et dans la décoration néo-classique relativement discrète.
Le bâtiment se compose d'un rez-de-chaussée et d'un étage. La partie centrale du rez-de-chaussée est occupée par un grand hall qui, sur la droite et sur la gauche, ouvre sur de spacieux bureaux. L'étage est composé quasiment de la même manière. Un toit à deux pans recouvre la bâtisse et forme un pignon sur les façades latérales.
En tant que département du musée national de Kragujevac, le konak abrite aujourd'hui une collection permanente de 47 tableaux, dont 24 peints par de vieux maîtres serbes et 23 par des maîtres européens.